# The Soviettes
The Soviettes va ser una banda de punk rock de Minneapolis fundada l'any 2001.

## Història
Annie (guitarra), originària de Fargo, es va traslladar a Minneapolis el 1995 on va conèixer Sturgeon (guitarra). Van començar a escriure cançons el 2001 i se'ls va unir Susy (baix) poc després i Lane Pederson a la bateria. El grup va gravar el seu primer EP, TCCP, el mateix any.
Després de dos àlbums d'estudi amb Adeline Records, The Soviettes va signar amb el segell discogràfic Fat Wreck Chords i va aportar la cançó «Paranoia! Cha-Cha-Cha» a l'àlbum recopilatori Rock Against Bush, Vol. 1. El 28 de juny de 2005 es va publicar el tercer LP de la banda titulat LP III a Fat Wreck Chords. La seva última gira va recórrer 50 estats a finals de 2005 juntament amb els grups Against Me!, Epoxies i Smoke or Fire, abans de separar-se el 2006.
The Soviettes es va reunir el 2010 per a fer una gira de presentació de l'àlbum Rarities, publicat amb Red Sound Records.

## Discografia
- TCCP (EP, 2002)
- LP I (2003)
- LP II (2004)
- LP III (2005)
- Rarities (2010)